# پونگتسوو
پونگتسوو (به لهستانی:  Puńców) یک روستا در لهستان است که در گمینا گولشوو واقع شده‌است. پونگتسوو ۱۰٫۲۱ کیلومتر مربع مساحت و ۱٬۵۰۸ نفر جمعیت دارد.